# Святошинско-Броварская линия
Свято́шинско-Броварска́я ли́ния (с 2012 года на официальных схемах отмечается как Красная линия метро (укр. Свято́шиньско-Броварьска́ лíнíя, Черво́на лiнiя метро) или линия ) (система была введена для удобства ориентирования туристов на Евро-2012), укр. Свято́шинсько-Броварська́ лíнія) — исторически первая линия Киевского метрополитена. Соединяет жилые массивы Академгородок, Авиагородок и Новобеличи на западе с Северо-Броварским и Лесным жилмассивами на востоке. Является наиболее загруженной в Киевском метрополитене. На ней находилась самая глубокая станция в мире «Арсенальная» (105,5 м), открытая в составе первой очереди 6 ноября 1960 года. Затем этот статус отошёл станции «Хунъяньцунь» Чунцинского метрополитена (Китай) (более 116 м).
Нумерация путей: «Академгородок» — «Лесная» — I, «Лесная» — «Академгородок» — II.

## История строительства
Строительство линии начато в 1949 году. В первой половине 1960-х рассматривался вариант продолжения линии в сторону Отрадного и Никольской Борщаговки с электродепо в районе Шулявки.
| Пусковой участок (объект)                                                                              | Дата                 | Длина, км |
| --- | -------------------- | --------- |
| «Вокзальная», «Университет», «Крещатик», «Арсенальная», «Днепр»                                        | 6 ноября 1960 года   | 5,2       |
| «Политехнический институт», «Завод „Большевик“»                                                        | 5 ноября 1963 года   | 3,3       |
| 2-й выход на станции «Крещатик»                                                                        | 4 сентября 1965 года | —         |
| «Гидропарк», «Левобережная», «Дарница», метромост через Днепр, Русановский мост, электродепо «Дарница» | 5 ноября 1965 года   | 4,2       |
| «Комсомольская»                                                                                        | 4 октября 1968 года  | 1,3       |
| «Октябрьская», «Нивки», «Святошино»                                                                    | 5 ноября 1971 года   | 4,1       |
| Дополнительная береговая платформа на станции «Гидропарк»                                              | 1973 год             | —         |
| Дополнительная береговая платформа на станции «Комсомольская»                                          | 21 ноября 1974 года  | —         |
| Реконструкция вестибюлей станции «Левобережная»                                                        | 1976 год             | —         |
| Пересадочный узел между станциями «Крещатик» и «Площадь Калинина»                                      | 17 декабря 1976 года | —         |
| «Пионерская»                                                                                           | 5 декабря 1979 года  | 1,2       |
| Реконструкция путевого развития станции «Дарница»                                                      | 1986 год             | —         |
| Второй пересадочный узел между станциями «Крещатик» и «Площадь Октябрьской революции»                  | 3 декабря 1986 года  | —         |
| «Ленинская» на участке между станциями «Крещатик» и «Университет»                                      | 6 ноября 1987 года   | 0,1       |
| 2-й выход на станции «Гидропарк»                                                                       | 3 декабря 1987 года  | —         |
| «Житомирская», «Академгородок»                                                                         | 24 мая 2003 года     | 3,3       |
| 2-й выход на станции «Лесная»                                                                          | 15 октября 2005 года | —         |
| 2-й выход на станции «Дарница»                                                                         | 27 ноября 2006 года  | —         |
| Всего:                                                                                                 | 18 станций           | 22,7      |

## Переименования
| Станция      | Предыдущее название | Период    |
| ------------ | ------------------- | --------- |
| Святошин     | Святошино           | 1971—1991 |
| Берестейская | Октябрьская         | 1971—1993 |
| Шулявская    | Завод «Большевик»   | 1963—1993 |
| Театральная  | Ленинская           | 1987—1993 |
| Черниговская | Комсомольская       | 1968—1993 |
| Лесная       | Пионерская          | 1979—1993 |

## Перспектива развития
| Перечень участков и объектов                           | Срок введения в эксплуатацию |
| ------------------------------------------------------ | ---------------------------- |
| Продление до жилого массива Новобеличи                 | неизвестно                   |
| 2-й выход на станции «Вокзальная»                      | неизвестно                   |
| Вторая очередь перехода «Театральная»—«Золотые ворота» | неизвестно                   |
| 2-й выход на станции «Театральная»                     | неизвестно                   |
| 2-й выход на станции «Университет»                     | неизвестно                   |

## Депо и подвижной состав
Святошинско-Броварская линия обслуживается электродепо «Дарница».
| Подвижной состав | Период              |
| ---------------- | ------------------- |
| Д                | 1960—1969           |
| Е                | 1965 — 27 июля 2015 |
| Еж               | 1970 — н. в.        |
| Ем-501           | 1972 — н. в.        |
| Ема-502          | 1972 — н. в.        |
| Еж3/Ем-508Т      | 1973—1979           |
| 81-717.5/714.5   | 2003 — н. в.        |
| 81-717.5М/714.5М | 2006 — н. в.        |
| 81-717.5К/714.5К | в 2016              |
| 81-540.2К/541.2К | 2011—2014           |
| Е-КМ             | 2013 — н. в.        |

### Количество вагонов в составах
| Количество вагонов | Период                       |
| ------------------ | ---------------------------- |
| 3                  | 1960 — 31 мая 1970           |
| 4                  | 1 июня 1970 — 6 декабря 1971 |
| 5                  | 1971 — настоящее время       |